# August Merges

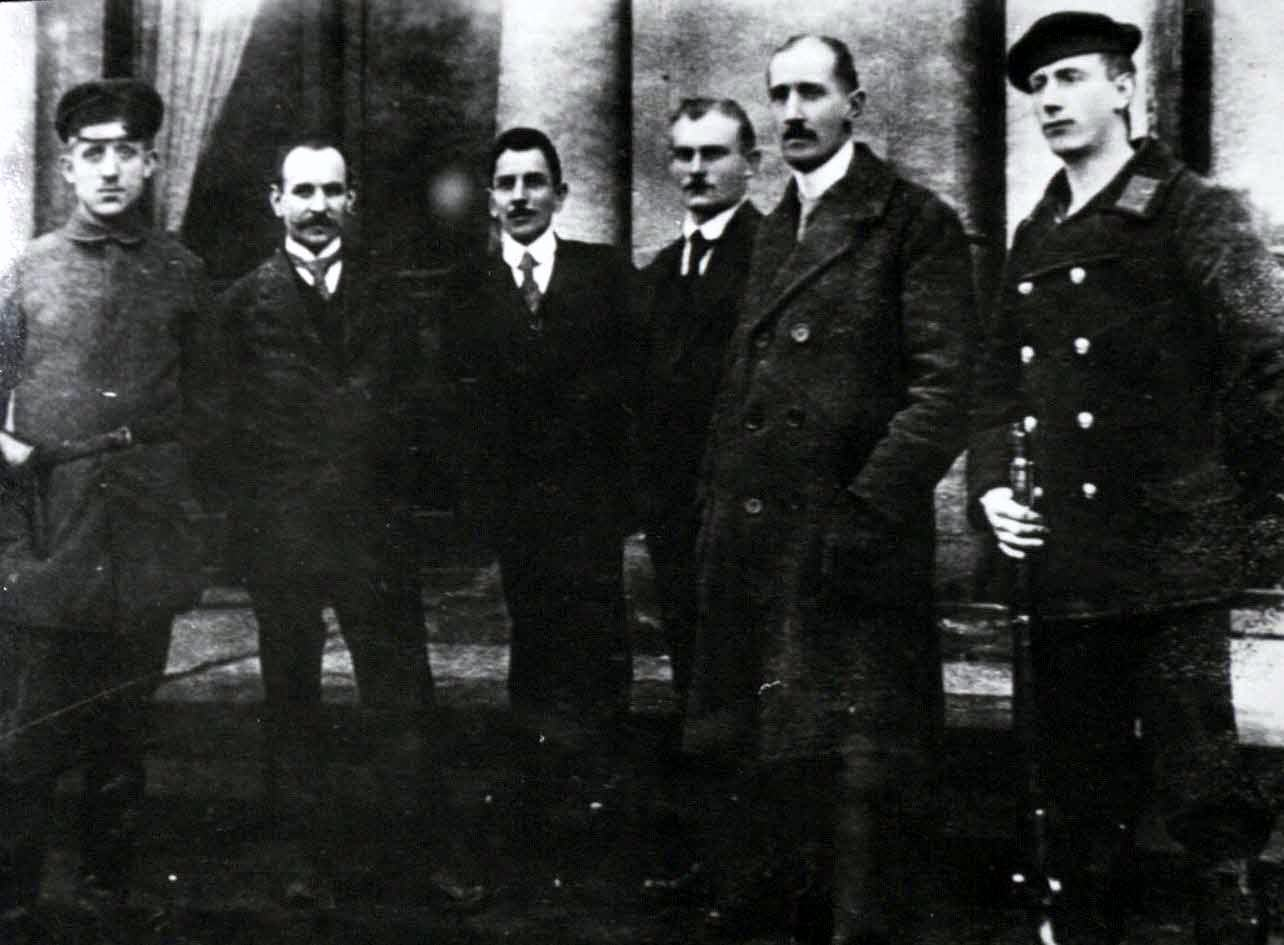
Novemberrevolution in Braunschweig, 8. November 1918: die Delegation des Arbeiter- und Soldatenrates (v. l. n. r.: Friedrich Schubert, Henry Finke, August Merges, Paul Gmeiner, Hermann Schweiß und Hermann Meyer)

August Ernst Reinhold Merges (* 3. März 1870 in Malstatt-Burbach (Saarbrücken); † 6. März 1945 in Braunschweig) war deutscher Politiker und Revolutionär sowie Mitglied verschiedener kommunistischer und syndikalistischer Organisationen. Er war einer der Hauptakteure der Novemberrevolution in Braunschweig, Präsident der Sozialistischen Republik Braunschweig,  Abgeordneter der Weimarer Nationalversammlung und des Braunschweigischen Landtags. Nach 1933 war er Mitglied in einer Widerstandsgruppe gegen das NS-Regime. Er starb an den Folgen von Misshandlungen durch die Gestapo.

## Leben
August Merges wurde am 3. März 1870 in Malstatt-Burbach, einem heutigen Stadtteil von Saarbrücken, geboren. Seine Mutter starb kurz nach seiner Geburt. Als sein Vater als Soldat in den Deutsch-Französischen Krieg eingezogen wurde, kam er zu Pflegeeltern. Dort bekam er aufgrund von Mangelernährung die Rachitis. Die Folge war, dass er kleinwüchsig blieb, ein lahmes Bein und einen Buckel hatte, was ihm den Spitznamen „Krummer August“ einbrachte.
Sein Vater, ein Fleischermeister, schickte ihn zunächst in eine Schneiderlehre. Danach lernte er in der Zuschneideakademie in Berlin. Seine Gesellenzeit absolvierte er in Bremen.
1899 zog er nach Delligsen im Kreis Gandersheim, wo er als Schneider arbeitete und Minna, geborene Hermes, heiratete. Nach knapp neun Monaten wurde ihr erster Sohn Alfred geboren. Er hatte noch zwei weitere Söhne (Walter, geb. 1901, und Otto, geb. 1905) sowie zwei Töchter (Margarete verh. Krull, geb. 1903, und Lisbeth, geb. 1907).
Merges, der schon seit seiner Jugend Anhänger der Sozialdemokratie war, wurde in Delligsen von 1908 bis 1910 für die SPD in den Gemeinderat gewählt und trat als erfolgreicher Agitationsredner auf.
1906 hörte er auf, in seinem Beruf zu arbeiten, und war als bezahlter Funktionär für die SPD in Hildesheim und Alfeld an der Leine tätig. Dort verwaltete er das Gewerkschaftshaus. Er nahm u. a. an den Demonstrationen der Arbeiterbewegung gegen das Dreiklassenwahlrecht und für demokratische und gleiche Wahlen im Land Braunschweig teil.
1911 zog er mit seiner Familie nach Braunschweig, wo er als Expedient zunächst am Marstall, später am Ölschlägern und ab 1917 bis zum Tod im Altewiekring 70 gemeldet war. Er arbeitete als Anzeigenwerber für den Braunschweiger Volksfreund und wurde Herausgeber und Redakteur dieser sozialdemokratischen Zeitung. Später war er als Schneider gemeldet, seine Tochter Margarete betrieb eine Kunststopferei.

### 1914 bis 1918: Agitation gegen den Ersten Weltkrieg
Anfang 1915 gründeten August Merges, Sepp Oerter und August Thalheimer den „Braunschweiger Revolutionsclub“. Er stand der „Gruppe Internationale“ nahe. Über Thalheimer und Merges bestand Kontakt zur Berliner „Zentrale“.
Dem „Revolutionsclub“ gehörten ca. 15 Personen an, die in Opposition zur Kriegsunterstützung des SPD-Vorstandes standen. Die Hälfte der Mitglieder waren Funktionäre der SPD und der Gewerkschaft, die andere Hälfte oppositionelle Jugendliche aus dem „Bildungsverein jugendlicher Arbeiter und Arbeiterinnen“. Besonders für die Jugendlichen war Merges Vorbild und Bezugspunkt.
Merges gehörte zu den Erstunterzeichnern eines Protestbriefes, den die Gruppe Internationale am 9. Juni 1915 an den Vorstand der SPD schrieb und darin das Ende der Unterstützung der Kriegspolitik forderte.
Anfang 1916 nannte sich der „Revolutionsclub“ in „Spartakusgruppe Braunschweig“ um. Die Gruppe konnte ihre Leitsätze in den Versammlungen der SPD vortragen und diskutieren und wurde so schnell zum bestimmenden Faktor innerhalb der Partei. In fast allen Betrieben gelang es, Vertrauensleute des Spartakus zu etablieren. Im selben Jahr wurde Merges wegen „antimilitaristischer Aktivitäten gegen den Krieg“ in „Schutzhaft“ genommen.
1917 spaltete sich die SPD in USPD und MSPD. Merges wurde Mitglied der USPD (die in Braunschweig im Gegensatz zum Reich die Mehrheit stellte). Er war gleichzeitig Mitglied des Spartakusbundes und arbeitete aktiv bei den Internationalen Kommunisten Deutschlands mit.
Gegen Ende des Ersten Weltkrieges leitete Merges eine von den Spartakisten gegründete Deserteurzentrale, die Deserteuren Unterschlupf gewährte und sie mit gefälschten Pässen und Lebensmittelmarken versorgte. Am 3. November sprach er auf einer illegalen Protestkundgebung auf dem Leonhardplatz in Braunschweig, mit ca. 1000 Teilnehmern. Bei der Kundgebung sollte eigentlich Karl Liebknecht sprechen, der aber kurzfristig absagte.

### 1918 bis 1919: Novemberrevolution und „Sozialistische Republik Braunschweig“
Siehe auch Hauptartikel: Novemberrevolution in Braunschweig
Merges hatte als geschickter Redner und Agitator massiven Einfluss auf die politische Entwicklung im Freistaat Braunschweig in der Zeit zwischen Kriegsende und Mitte 1919. So besetzte er am 8. November 1918 gegen 7 Uhr morgens mit einer Gruppe Bewaffneter das Volksfreund-Haus der SPD, wodurch sich die Linksradikalen ein eigenes Sprachrohr verschafften. Am Nachmittag desselben Tages erzwangen Merges und andere die Abdankung des letzten braunschweigischen Welfen-Herzogs Ernst-August, der die Stadt am folgenden Tage zusammen mit seiner Familie ins Exil verließ.
Der Arbeiter- und Soldatenrat übernahm daraufhin die politische Führung in Braunschweig, sein Vorsitzender war der „Husar Schütz“ (in Wirklichkeit ein Infanterist). Bereits zwei Tage später, am 10. November 1918, wurde eine Alleinregierung der USPD durch den Arbeiter- und Soldatenrat ausgerufen. Die Sozialistische Republik Braunschweig wurde proklamiert, und August Merges wurde auf Vorschlag von Sepp Oerter zu ihrem Präsidenten ausgerufen. Der Sozialistischen Republik Braunschweig gehörten folgende acht „Volkskommissare“ an: Minna Faßhauer (Volksbildung, die einzige Frau), Carl Eckardt (Arbeit), Gustav Gerecke (Ernährung), August Junke (Justiz), Michael Müller (Verkehr und Handel, am 28. Januar 1919 durch Rudolf Löhr abgelöst), Sepp Oerter (Inneres und Finanzen), Gustav Rosenthal (revolutionäre Verteidigung, am 28. Januar 1919 durch Herling abgelöst) und August Wesemeier (Stadt Braunschweig).
Am 23. November 1918 nahm Merges an der Reichskonferenz des Rates der Volksbeauftragten in Berlin teil. Zusammen mit dem Vertreter aus Gotha stimmte Merges als einziger gegen die Einberufung einer Nationalversammlung. Bei der Wahl zur Nationalversammlung am 19. Januar 1919 wurden als Vertreter für Braunschweig August Hampe, Heinrich Jasper und August Merges bestimmt.
Am 25. Januar 1919 wurde Merges zum Bezirksvorsitzenden der USPD gewählt.
Nach der Landtagswahl am 22. Dezember 1918 wurde der Landtag am 10. Februar 1919 eröffnet. Nach der Wahl der Landesregierung im Februar 1919 durch den Landtag, in dem die MSPD, die Deutsche Demokratische Partei (DDP) und die Bürgerliche Einheitsliste (BEL) die Mehrheit stellten, lehnten diese Parteien den Art. 14 des Verfassungsentwurfs ab. Im Entwurf war vorgesehen, dass der Arbeiter- und Soldatenrat die „oberste Gesetzgebende Gewalt“ ausübe. Daraufhin legte Merges am 22. Februar 1919 sämtliche parlamentarischen Ämter nieder und verzichtete damit auch auf das Präsidentenamt, weil er die Revolution durch den Parlamentarismus verraten sah.
Bis zum Einmarsch der Freikorps-Truppen unter General Maercker in Braunschweig am 17. April 1919 zur Beendigung des Generalstreiks war Merges Anführer lokaler Aufstände. Um seiner Verhaftung zu entgehen, tauchte er beim Einmarsch der Maercker-Truppen zunächst in Braunschweig unter und flüchtete dann nach Berlin.

### 1920 bis 1933 Arbeit in (links-)kommunistischen und syndikalistischen Organisationen
Bis 1920 war Merges Mitglied der KPD. 1920 trat er aus und zählte zu den Gründungsmitgliedern der linkskommunistischen AAU und der KAPD. Er war zeitweise Mitglied des Vorstandes. In der KAPD gehörte er zu den Anhängern der „föderalistischen Minderheit“, die eine Auflösung der kommunistischen Parteien und die Bildung von „Unionen“ forderte und jeder Zentralisierung und damit der Internationale sehr ablehnend gegenüberstand.
Am 15. März 1920 sprach Merges bei einer Kundgebung in Schöningen. Aufgerufen dazu hatte ein Aktionsausschuss aus SPD, KPD und USPD, der sich zu Beginn des Kapp-Putsches gebildet hatte und faktisch die vollziehende Gewalt ausübte. Die Arbeiter aller Betriebe in Schöningen beteiligten sich an einem Generalstreik, auch die Landarbeiter befanden sich im Streik, der allerdings schon vor Ausbruch des Kapp-Putsches, am 12. März, in 18 Orten rund um Schöningen begonnen hatte. Nach Abschluss der Kundgebung zogen viele Teilnehmer zum Rittergut. Die Einwohnerwehr, die sich dorthin zurückgezogen hatte, wurde zur Aushändigung ihrer Waffen aufgefordert. Erst in der Nacht kamen Truppen der Reichswehr nach Schöningen und beendeten die Belagerung des Rittergutes. Am folgenden Tag wurde bei einer Kundgebung der Kommandeur der Einwohnerwehr erschossen. Daraufhin erließ Oberst Stachow einen Haftbefehl gegen Merges, der für die Vorkommnisse verantwortlich gemacht wurde: Er habe die Arbeiter „zur gewaltsamen Entwaffnung der gesetzlichen Einwohnerwehr aufgereizt … Infolge davon ist es zu Unruhen und Kämpfen gekommen, bei denen es mehrere Tote und Verwundete gab.“ Trotz der Fahndung durch mehrere Kommandos der Reichswehr gelang es Merges am 16. März, bei einer Versammlung in Schöppenstedt zu sprechen. Die anwesenden Arbeiter verhinderten dabei seine Festnahme.
Im Juli 1920 reiste er zum 2. Weltkongress der Komintern nach Moskau, um dort gemeinsam mit Otto Rühle über die Aufnahme der KAPD in die 3. Internationale zu verhandeln. Das Exekutivkomitee (Lenin, Bucharin und Sinowjew) wollte der KAPD-Delegation zunächst eine beratende Stimme einräumen und drängte sie zu einer Teilnahme am Kongress. In den Vorberatungen lehnten Merges und Rühle die von Karl Radek entworfenen „Leitsätze über die Grundaufgaben der Kommunistischen Internationale“ ab, die auf dem Kongress beschlossen werden sollten und Bedingungen zur Aufnahme in die Komintern enthielten. Sowohl Merges als auch Rühle sprachen sich gegen den zentralistischen und bürokratischen Aufbau der Internationale aus und wollten die Abhängigkeit der einzelnen Parteien von der „Machtzentrale“ nicht akzeptieren. Die in den Leitsätzen formulierten Grundsätze zur Frage des Verhältnisses von Partei, Klasse und Masse zum Parlamentarismus und zur Gewerkschaftsfrage standen den Auffassungen der KAPD entgegen. Merges und Rühle reisten deshalb schon vor Beginn des Kongresses wieder ab. Noch auf dem Rückweg erreichte sie eine erneute Einladung des Exekutivkomitees, mit der Zusicherung, dass die KAPD das volle Stimmrecht bekomme, ohne dass dafür Forderungen irgendeiner Art zu erfüllen seien. Merges und Rühle ließen sich aber nicht von ihrem Entschluss der Nichtteilnahme abbringen. Ihr Verhalten führte nach ihrer Rückkehr zu heftiger Kritik innerhalb der KAPD, in deren Folge die politische Strömung um Rühle und Merges aus der Partei ausgeschlossen wurde. Über seine ernüchternden Erlebnisse bei der Reise durch die Sowjetunion berichtete Merges anschließend in mehreren Vorträgen in verschiedenen Städten. Sein Fazit: „Rußland ist zwar das Land, das als erstes die soziale Revolution durchgeführt hat, es wird aber das letzte Land sein, das den Sozialismus durchführt.“
Merges trat danach erneut kurzzeitig zur KPD über und war nach seiner Rückkehr nach Braunschweig in der anarcho-syndikalistischen Freien Arbeiter-Union tätig.
Im Oktober 1921 konstituierte sich die Allgemeine Arbeiter-Union – Einheitsorganisation (AAUE), nachdem es in der KAPD und der ihr angeschlossenen betrieblichen Organisation AAUD zu verstärkter Kritik an der Unterordnung der AAUD unter die KAPD gekommen war. Ansatz der Kritiker war es, eine politisch-betriebliche Einheitsorganisation aufzubauen. In Braunschweig gehörten ihr neben Merges rund 20 weitere Personen an, darunter die ehemalige Kultusministerin der Sozialistischen Republik Braunschweig, Minna Faßhauer. Beide, Merges und Faßhauer, näherten sich auch der anarcho-syndikalistischen Freien Arbeiter-Union an und traten als Redner in deren Versammlungen auf. Merges soll nach Angaben seines Sohnes auch in der Roten Hilfe aktiv gewesen sein.
1926 gehörte Merges zu den Begründern des „Spartakusbundes linkskommunistischer Organisationen“ und stand dessen erster und einziger Reichskonferenz in Göttingen vor. Der „Spartakusbund Nr. 2“ entstand nach diversen Spaltungen der AAUE aus der ehemaligen Mehrheitsfraktion um Franz Pfemfert und Oskar Kanehl, die sich mit einer ultralinken KPD-Abspaltung um Iwan Katz und dem „Industrieverband für das Verkehrsgewerbe“ zusammenschlossen.
Gegen Ende der Weimarer Republik zog sich Merges aus der aktiven Parteiarbeit zurück, Politik sollten nun Jüngere machen.

### 1933 bis 1945: Resignation und Widerstand gegen das NS-Regime
Zur Machtergreifung der Nationalsozialisten 1933 schrieb Merges ein Flugblatt mit dem Titel Hitler bedeutet Krieg und Untergang, welches sein Sohn Walter und Oswald Berger druckten und vor dem Arbeitsamt verteilten.
Merges und Minna Faßhauer kamen jedoch schnell zu der Überzeugung, dass Widerstand gegen den Nationalsozialismus in der damaligen Situation, in der die Massen von einer kommunistischen Revolution nichts hören wollten, nur hieße, „mit dem Kopf gegen die Wand [zu] rennen und Märtyrer [zu] schaffen“. Andere aus der Gruppe der AAUE, wie der Maurer Hermann Schade, sammelten dagegen meist junge Menschen um sich, um Aktionen gegen die Nazis durchzuführen. Die „Schade-Widerstandsgruppe“ – die sich Kommunistische Räte-Union nannte – traf sich konspirativ und betrieb zunächst keine nach außen gerichteten Aktivitäten. Zu ihr gehörten auch Mitglieder der SPD, der KPD und bisher unorganisierte Jugendliche. Schade brachte die Mitglieder der Gruppe mit Merges zusammen. Dieser wollte zwar aufgrund seines Alters und seiner politischen Bedenken am aktiven revolutionären-antifaschistischen Kampf nicht mehr teilnehmen, führte aber für die jüngeren Mitglieder Schulungen durch und gab politische Ratschläge. 1934 wurde damit begonnen, diverse Flugschriften herzustellen und zu verteilen (Kampfsignal, Der Rote Rebell, Die braune Pest), an denen auch Merges mitgearbeitet hatte.

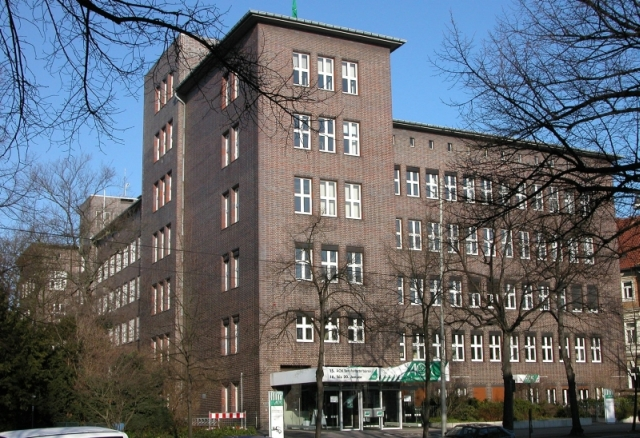
Das AOK-Gebäude, „Schutzhaft“-Gefängnis der Hilfspolizei

Im Dezember desselben Jahres wurden vier Mitglieder der Gruppe von der Polizei verhaftet. Im April 1935 folgten 16 weitere, darunter auch August Merges und Minna Faßhauer. Bei den Verhören wurde Merges von der Gestapo schwer misshandelt, wobei er einen Beckenbruch erlitt. Die Behandlung der eiternden Wunden wurde verboten, so dass er nicht mehr gehen konnte und starke Schmerzen hatte.
Merges wurde wegen „Hochverrats“ angeklagt. Der nationalsozialistische Ministerpräsident Dietrich Klagges setzte durch, dass die Prozesse nicht in Berlin vor dem Volksgerichtshof stattfanden, sondern in Braunschweig. Merges wurde zu drei Jahren Zuchthaus verurteilt, aber 1937 wegen Haftunfähigkeit vorzeitig entlassen. Auf Betreiben von Klagges wurde er sofort wieder verhaftet und in „Schutzhaft“ genommen. Seinem Sohn Alfred Merges gelang es durch Eingaben beim Volksgerichtshof, dass er unter Auflagen (er durfte das Haus nicht verlassen, keinen Besuch empfangen und sich nicht am Fenster zeigen) wieder freigelassen wurde. Wiederholt wurde er von der Gestapo abgeholt und für kurze Zeit inhaftiert.
1944 brachte sein Sohn ihn heimlich in sein Gartenhaus, wo er die letzten Monate seines Lebens verbrachte. Am 6. März 1945 starb er dort an den Folgen einer Knochentuberkulose, an der er seit den Misshandlungen durch die Gestapo gelitten hatte.

## Ehrungen

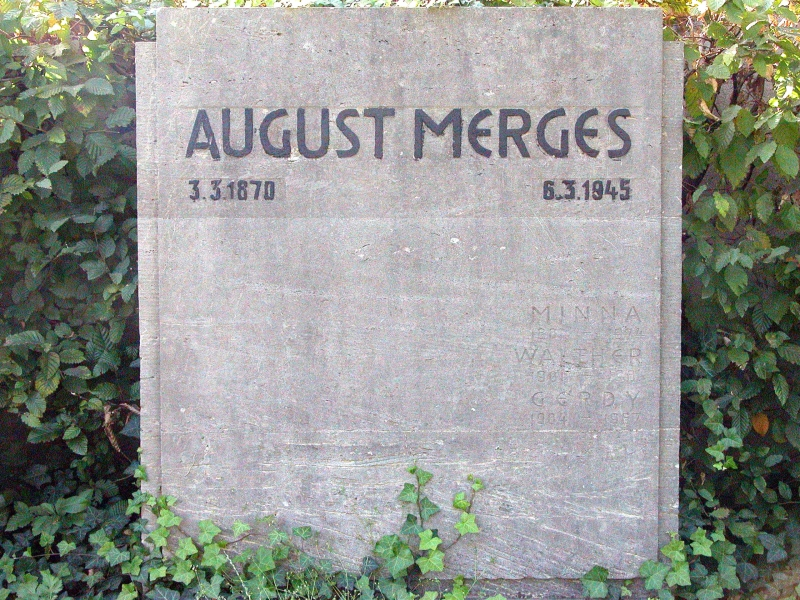
Merges’ Grab auf dem Braunschweiger Hauptfriedhof

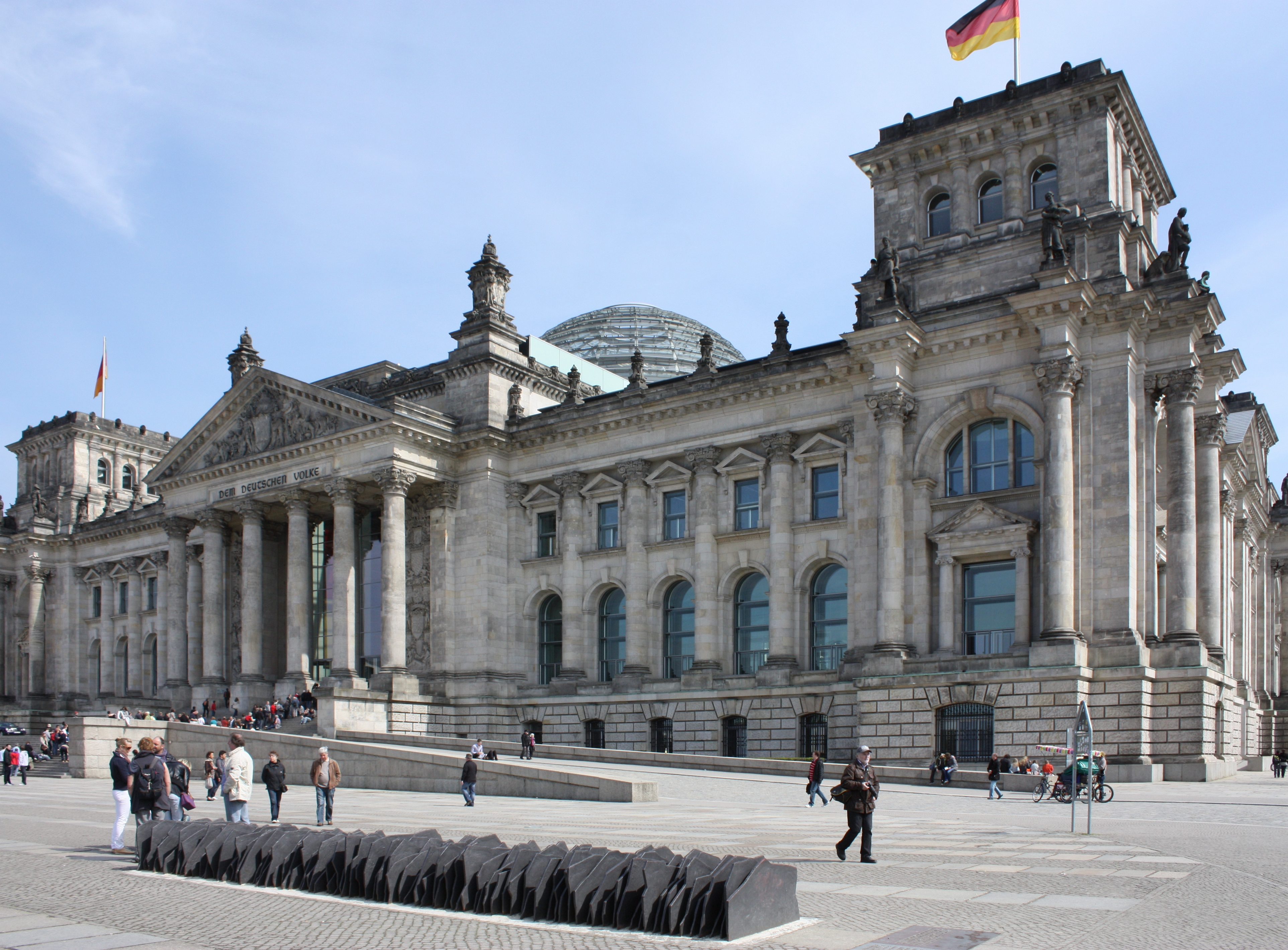
Gedenktafeln am Reichstag

- Das Grab von August Merges liegt heute neben anderen Opfern des NS-Regimes auf dem Ehrenfriedhof des Braunschweiger Hauptfriedhofs.
- Vor dem Reichstagsgebäude in Berlin wurden 1992 gusseiserne Tafeln zum Gedenken an 96 vom NS-Regime ermordete Reichstagsabgeordnete aufgestellt. Dort ist auch August Merges aufgeführt – allerdings mit falschen Angaben: August Merges * 1870, † 1945, Braunschweig, zuletzt Zuchthaus Wolfenbüttel, SPD.

## Kritische Neubewertung der Lebensleistung
Im Rahmen der Debatte um eine Würdigung des politischen Lebenswerkes der Braunschweiger Politikerin Minna Faßhauer stellte die SPD-Fraktion im Braunschweiger Stadtrat im August 2013 den Antrag, in diesem Zusammenhang gleichfalls die Lebensläufe anderer Braunschweiger Politiker aus der Zeit der Novemberrevolution in Braunschweig, der Weimarer Republik bis hin zur Zeit des Nationalsozialismus in der Stadt einer kritischen Neubewertung zu unterziehen. Dieser Vorschlag wurde von der CDU-Ratsfraktion unterstützt. Die Personen, deren Lebensleistung demnach neu bewertet werden soll, sind unter anderen: Otto Grotewohl (erster Ministerpräsident der DDR), Carl Heimbs (DVP, mit verantwortlich für die Einbürgerung Adolf Hitlers), Werner Küchenthal, August Merges (USPD, erster Präsident der Sozialistischen Republik Braunschweig), Josef Oerter (Anarchist, USPD, Ministerpräsident des Landes Braunschweig, später NSDAP) und Ernst August Roloff (DNVP, Gründer der BEL).

## Zitate über August Merges
- Hermann Schroff: „[…] die besonderen Kennzeichen des ersten und hoffentlich letzten Präsidenten des Freistaates Braunschweig sind seine zu seinem Mundwerk in umgekehrtem Verhältnis stehende körperliche Größe, ein Klumpfuß und ein sogenannter ‚Ast‘ […] Robespierre der Braunschweiger Revolution […] Seine Rachsucht, sein Blutdurst mag vielleicht nicht so ausgeprägt und unnatürlich sein, wie die seines Kollegen aus der großen französischen Revolution, seine Schmähsucht und sein Haß gegen alles Bürgerliche ist aber zweifellos ohne Grenzen.“[11]
- Wilhelm Hilger (KPD-Mitglied und Zeitzeuge der Novemberrevolution) beschreibt Merges folgendermaßen: „Wir in der Arbeiterjugend hatten einen besonders guten Kontakt zu August Merges. Man mußte staunen, was der alles brachte und hier die politische Entwicklung beurteilen konnte. Er referierte immer aus dem Handgelenk. Schlagkräftig war der! Wenn einer einen Zwischenruf machte, dann wußte er immer gleich die Antwort drauf.“[12]
- Herbert Wallbaum (1918 in der Braunschweiger Arbeiterjugend aktiv): „Er wurde verhöhnt und verpönt, daß er nur ein kleines Schneiderlein war, kaum sichtbar und schwer körperlich gelähmt; dauernd ’ne Zigarre rauchte, die Zigarre, die ging nicht aus bei ihm. Wenn man mit ihm zusammen war, dann frug er: haste denn ’ne Zigarre mitgebracht? Dann können wir uns mal unterhalten.“[12]

### Zur Landes-/Regionalgeschichte
- Peter Berger: Brunonia mit rotem Halstuch. Novemberrevolution in Braunschweig 1918/19. Hannover 1979.
- Reinhard Bein: Braunschweig. Stadt und Herzogtum 1890–1918. Braunschweig 1985 (Kurzbiographie, umfangreiche Quellensammlung).
- Reinhard Bein: Im deutschen Land marschieren wir. Freistaat Braunschweig 1930–1945. Braunschweig 1984 (umfangreiche Quellensammlung).
- Reinhard Bein: Widerstand im Nationalsozialismus – Braunschweig 1930 bis 1945. Braunschweig 1985 (Kurzbiographie, Bericht über die Beteiligung an der „Schade-Widerstandsgruppe“).
- Friedhelm Boll: Massenbewegungen in Niedersachsen 1906–1920: eine sozialgeschichtliche Untersuchung zu den unterschiedlichen Entwicklungstypen Braunschweig und Hannover. Verlag Neue Gesellschaft, Bonn 1981.
- Horst-Rüdiger Jarck, Gerhard Schildt (Hrsg.): Die Braunschweigische Landesgeschichte. Jahrtausendrückblick einer Region. 2. Auflage. Appelhans Verlag, Braunschweig 2001, ISBN 3-930292-28-9.
- Gustav Füllner: Das Ende der Spartakisten-Herrschaft in Braunschweig. Einsatz der Regierungstruppen unter General Maercker vor 50 Jahren. In: Braunschweigisches Jahrbuch Nr. 50. Braunschweig 1969.
- Horst-Rüdiger Jarck, Günter Scheel (Hrsg.): Braunschweigisches Biographisches Lexikon. 19. und 20. Jahrhundert. hrsg. im Auftrag der Braunschweigischen Landschaft e. V. Hahnsche Buchhandlung, Hannover 1996, ISBN 3-7752-5838-8.
- Albrecht Lein: Antifaschistische Aktion 1945 – Die „Stunde Null“ in Braunschweig. In: Göttinger Politikwissenschaftliche Forschungen. Band 2. Musterschmidt, Göttingen 1978 (enthält einen Überblick über die Entwicklung der Arbeiterbewegung in Braunschweig von 1914 bis 1945).
- Ernst-August Roloff: Braunschweig und der Staat von Weimar. Waisenhaus-Buchdruckerei und Verlag, Braunschweig 1964.

### Zu linkskommunistischen und syndikalistischen Gruppen
- Hans Manfred Bock: Syndikalismus und Linkskommunismus. Von 1918–1923 – zur Geschichte und Soziologie der Freien Arbeiter-Union Deutschlands (Syndikalisten) der Allgemeinen Arbeiter-Union Deutschlands und der Kommunistischen Arbeiterpartei Deutschlands. Verlag Kommunistischer Kampf, Berlin 1998 (Nachdruck, enthält eine Kurzbiographie Merges’), OCLC 600862442.
- Marcel Bois: Kommunisten gegen Hitler und Stalin. Die linke Opposition der KPD in der Weimarer Republik. Eine Gesamtdarstellung. Klartext, Essen 2014, ISBN 978-3-8375-1282-3 (Zugleich: Berlin, Technische Universität, Dissertation, 2014).
- Jan Foitzik: Zwischen den Fronten. Zur Politik, Organisation und Funktion linker politischer Kleinorganisationen im Widerstand 1933 bis 1939/40 unter besonderer Berücksichtigung des Exils. Bonn 1986 (enthält eine Kurzbiographie Merges’).
- Olaf Ihlau: Die Roten Kämpfer. Ein Beitrag zur Geschichte der Arbeiterbewegung in der Weimarer Republik und im Dritten Reich. In: Marburger Abhandlungen zur Politischen Wissenschaft. Band 14. Meissenheim am Glan 1969 (enthält eine Kurzbiographie Merges’).

### Zeitzeugenberichte / Dokumentationen
- Hans Wilhelm-Binder, Peter Dürrbeck, Jürgen Klose (Hrsg.): Die rote Fahne über dem Braunschweiger Schloss. Novemberrevolution 1918/19 in Braunschweig. Hermann Wallbaum erzählt. In: Baustein zur Geschichte der Braunschweiger Arbeiterbewegung. Selbstverlag, Braunschweig ~1978.
- Robert Gehrke, Robert Seeboth: 50 Jahre Novemberrevolution. Eine Dokumentation über die revolutionären Kämpfe der Braunschweiger Arbeiter am Vorabend der November-Revolution. Selbstverlag, Braunschweig 1968.
- Gerd Günter u. a. (Hrsg.): Braunschweig 1918 : „Illustrierte Zeitung“ zur Geschichte der Braunschweiger Arbeiterbewegung. Braunschweig 1978.
- Teutonicus (= Pseudonym von Hermann Schroff): Braunschweig unter der Herrschaft der roten Fahne. Meinungen, Stimmungen und Tatsachen. ohne Verlag, Ort oder Jahr (ca. 1920).

### Literarische Verarbeitung
- Homo (Pseudonym von Richard Wagner): Zigeunerblut im Aktenschrank. Biographischer Roman. Thüringer Verlagsanstalt und Druckerei, Jena um 1925. (Der autobiographische Roman des Zeitzeugen und Volksfreund-Redakteurs Richard Wagner schildert u. a. anschaulich die Novemberrevolution in Braunschweig und das Wirken von August Merges.)
- Ehm Welk: Im Morgennebel. Verlag Volk und Welt, Berlin 1953. (Im Roman des Zeitzeugen Welk wird die Novemberrevolution in Braunschweig und die Zeit bis zur Niederschlagung der „Sozialistischen Republik Braunschweig“ dargestellt. Der Roman basiert auf Welks eigenen Erlebnissen sowie auf historischen Recherchen seiner Ehefrau. August Merges und andere historische Personen sind namentlich leicht verfremdet dargestellt [August Karges].)